# Bal indigène
Albums de Bombes 2 Bal
Danse avec ta grand-mère
(2004)
Bal indigène est le second et dernier album du groupe de bal français Bombes 2 Bal, sorti en 2007 sous le label tôt Ou tard. L'album est réalisé par Vincent Ségal, sous la direction artistique de Claude Sicre qui écrit les chansons.

## Liste des titres
| 1.    | L'amour toujours l'amour             | 3:35 |
| 2.    | Je mentirais                         | 3:46 |
| 3.    | Bienvenue à Toulouse                 | 4:17 |
| 4.    | Estrangièra                          | 0:36 |
| 5.    | A l'ostal                            | 3:44 |
| 6.    | Je fais la sieste                    | 3:06 |
| 7.    | Regret pour l'enterrement du Papet   | 1:44 |
| 8.    | Mon Papet                            | 3:51 |
| 9.    | Si tu veux                           | 3:27 |
| 10.   | Vau al horn                          | 3:45 |
| 11.   | Ieu foèri                            | 4:38 |
| 12.   | Lauragais                            | 3:51 |
| 13.   | Aval a la ribèra                     | 3:32 |
| 14.   | L'amour toujours l'amour (Version 2) | 3:33 |
| 47:30 |                                      |      |